# HMAS Quiberon (G81)
HMAS Quiberon (G81/D20/D281/F03) là một tàu khu trục lớp Q phục vụ cùng Hải quân Hoàng gia Australia. Cho dù được chế tạo như một phần của Chương trình Khẩn cấp Chiến tranh cho Hải quân Hoàng gia Anh, và là tài sản của Anh Quốc cho đến năm 1950, Quiberon là một trong số hai tàu khu trục lớp Q được biên chế cùng Hải quân Australia trong Chiến tranh Thế giới thứ hai. Nó được chuyển thuộc quyền sở hữu của Australia năm 1950, và cải biến thành một tàu frigate chống tàu ngầm trước khi ngừng hoạt động năm 1964 và bị tháo dỡ năm 1972.

## Thiết kế và chế tạo
Quiberon là một trong số tám tàu khu trục lớp Q được chế tạo như Chi hạm đội Khẩn cấp 3 trong Chương trình Khẩn cấp Chiến tranh. Các con tàu này có trọng lượng choán nước tiêu chuẩn 1.692 tấn Anh (1.719 t), và lên đến 2.411 tấn Anh (2.450 t) khi đầy tải. Nó có chiều dài chung 358 foot 3 inch (109,19 m) và chiều dài ở mực nước là 339 foot 6 inch (103,48 m); mạn thuyền rộng 35 foot 9 inch (10,90 m). Động lực được cung cấp bởi hai nồi hơi Admiralty ba nồi gắn liền với hai turbine hơi nước Parsons, cung cấp một công suất 40.000 shp (30.000 kW) để dẫn động hai trục chân vịt. Quiberon có khả năng đạt tốc độ 36 hải lý trên giờ (67 km/h; 41 mph); nó có tầm xa hoạt động 1.150 hải lý (2.130 km; 1.320 mi) ở tốc độ 32 hải lý trên giờ (59 km/h; 37 mph) và 3.560 hải lý (6.590 km; 4.100 mi) ở tốc độ 8 hải lý trên giờ (15 km/h; 9,2 mph). Thủy thủ đoàn của con tàu bao gồm 8 sĩ quan và 181 thủy thủ.
Dàn vũ khí chính của Quiberon bao gồm bốn khẩu pháo QF 4,7 in (120 mm) Mark XI** trên các bệ nòng đơn. Chúng được bổ sung bởi một khẩu đội QF 2 pounder Mk.VIII “pom-pom” phòng không bốn nòng và sáu khẩu Oerlikon 20 mm nòng đơn phòng không và hai dàn ống phóng ngư lôi bốn nòng dành cho ngư lôi 21 inch (530 mm) Mk. IX. Con tàu còn có bốn máy phóng mìn sâu, và mang theo cho đến 70 quả mìn.
Quiberon được đặt lườn tại xưởng tàu của hãng J. Samuel White and Company ở Cowes thuộc đảo Wight vào ngày 10 tháng 10 năm 1940. Nó được hạ thủy vào ngày 31 tháng 1 năm 1942, được đỡ đầu bởi phu nhân Chuẩn đô đốc S. D. Tillard, tư lệnh hải quân Southampton; và được nhập biên chế cùng Hải quân Hoàng gia Australia vào ngày 6 tháng 7 năm 1942. Cho dù nhập biên chế như một tàu chiến Hải quân Australia, nó vẫn thuộc quyền sở hữu của Hải quân Anh. Tên con tàu được đặt theo Trận chiến vịnh Quiberon diễn ra năm 1759.

## Lịch sử hoạt động

### Thế Chiến II
Quiberon thoạt tiên làm nhiệm vụ hộ tống vận tải tại Bắc Đại Tây Dương, hoạt động ngoài khơi Scapa Flow. Nó được điều động để hỗ trợ cho Chiến dịch Torch, cuộc đổ bộ của Đồng Minh lên Bắc Phi vào tháng 10 năm 1942. Vào ngày 28 tháng 11, nó đã tấn công và đánh chìm tàu ngầm Ý Dessiè ngoài khơi bờ biển Tunisia. Sau đó chiếc tàu khu trục được phân về Lực lượng Q đặt căn cứ tại Bone, bao gồm ba tàu tuần dương và hai tàu khu trục chị em cùng lớp Q. Khoảng nữa đêm ngày 1 tháng 12, lực lượng đã phát hiện và tấn công một đoàn tàu vận tải Ý gồm bốn tàu buôn và các tàu khu trục hộ tống ngoài khơi Skerki Bank. Cả bốn chiếc tàu tiếp liệu đều bị đánh chìm trong khuôn khổ Trận Skerki Bank diễn ra sau đó, và đến 01 giờ 35 phút ngày 2 tháng 12, Quiberon bắn phát đạn cuối cùng vào chiếc tàu phóng lôi lớp Spica vốn nằm trong thành phần hộ tống của một đoàn tàu khác. Đang khi quay về cảng, tàu chị em HMS Quentin trúng ngư lôi do không kích của một máy bay Đức. Quiberon đã giúp di tản phần lớn thủy thủ đoàn của con tàu chị em. Đến ngày 21 tháng 12, nó cứu vớt những người sống sót từ chiếc tàu chở khách Strathallen.

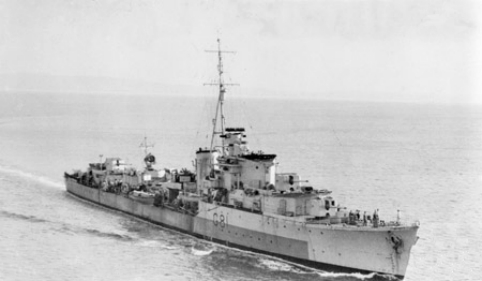
Quiberon vào năm 1945

Vào tháng 1 năm 1943, Quiberon hộ tống một đoàn tàu vận tải đi từ Anh đến Cape Town, rồi tiếp tục đi đến Victoria, Australia để tái trang bị. Sau khi công việc hoàn tất, nó được phân về Hạm đội Đông, chủ yếu làm nhiệm vụ hộ tống vận tải đi lại dọc Ấn Độ Dương. Vào tháng 4 năm 1944, nó nằm trong thành phần hộ tống tàu sân bay trong Chiến dịch Cockpit, rồi sang tháng 5 trong Chiến dịch Transom, những cuộc không kích nhắm vào lãnh thổ còn do Nhật Bản chiếm đóng tại Đông Ấn thuộc Hà Lan. Sau một đợt tái trang bị ngắn tại Melbourne, nó tiếp nối hoạt động cùng Hạm đội Đông vào tháng 8. Sang tháng 10, nó tham gia một loạt các cuộc bắn phá của hạm đội xuống quần đảo Nicobar do Nhật Bản chiếm đóng. Đến giữa tháng 12, chiếc tàu khu trục được điều về vùng biển Australia làm nhiệm vụ hộ tống vận tải và tuần tra chống tàu ngầm. Đến đầu năm 1945, nó được phối thuộc cùng Hạm đội Thái Bình Dương. Hoạt động từ đảo Manus, nó tham gia các hoạt động hỗ trợ cho việc chiếm đóng Okinawa và tấn công lên chính quốc Nhật Bản.
Khi xung đột kết thúc, Quiberon có mặt khi lực lượng Đồng Minh tái chiếm Singapore; và từ đó cho đến tháng 2 năm 1946, nó hoạt động tại Viễn Đông, giúp tái lập sự kiểm soát tại Đông Ấn thuộc Hà Lan, vận chuyển binh lính và giúp hồi hương những cựu tù binh chiến tranh. Con tàu được tặng thưởng tám Vinh dự Chiến trận cho những hoạt động trong Thế Chiến II. Từ năm 1946 đến năm 1948, nó được bố trí cùng Lực lượng Chiếm đóng Khối Thịnh vượng chung Anh trong ba lượt.

### Cải biến thành tàu frigate

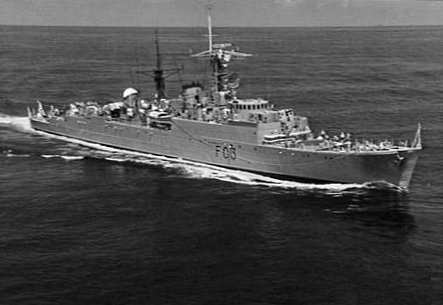
Quiberon trong cấu hình sau cải biến.

Vào đầu năm 1950, Hải quân Hoàng gia Australia quyết định cải biến tất cả năm tàu khu trục lớp Q đang trong biên chế (có thêm ba chiếc khác được chuyển giao sau Thế Chiến II) thành những tàu frigate nhanh chống tàu ngầm, tương tự như tàu frigate Kiểu 15 được cải biến từ những tàu khu trục Chương trình Khẩn cấp Chiến tranh của Anh. Một đề nghị rằng Chính phủ Australia sẽ chi trả cho việc nâng cấp năm con tàu đang được cho mượn, với chi phí ước lượng 400.000 Bảng Australia mỗi chiếc. Thay vào đó, Bộ Hải quân Anh tặng những con tàu này cho Australia như một món quà vào ngày 1 tháng 6. Việc cải biến là một phần của chương trình nâng cấp toàn diện nhằm cải thiện khả năng chống tàu ngầm của Hải quân Australia, cho dù và các tàu lớp Q khác chỉ là giải pháp tạm thời cho đến khi chế tạo được những tàu frigate chống tàu ngầm thuần túy.
Quiberon bắt đầu được cải biến vào ngày 15 tháng 5 năm 1950 tại các Xưởng tàu Cockatoo Island và Garden Island ở Sydney. Nó nhập biên chế trở lại vào ngày 18 tháng 12 năm 1957. Nó phục vụ tại Viễn Đông cùng với Lực lượng Dự bị Chiến lược Khối Thịnh vượng chung, như một đơn vị của Hạm đội Australia. Nó thực hiện một chuyến viếng thăm đến Miến Điện vào năm 1959; chuyến viếng thăm cuối cùng của một tàu chiến Australia đến đây trong vòng hơn 50 năm, cho đến khi HMAS Childers thực hiện việc tương tự năm 2014. Quiberon được đưa về lực lượng dự bị vào ngày 26 tháng 6 năm 1964; nó bị bán cho hãng Nhật Bản Fujita Salvage Company Limited ở Osaka để tháo dỡ vào ngày 15 tháng 2 năm 1972; và được kéo rời khỏi Sydney vào ngày 10 tháng 4 năm 1972.